# Roland Brückner
Roland Brückner (Köthen, República Democràtica Alemanya, 14 de desembre de 1955) és un gimnasta artístic alemany, ja retirat, guanyador de cinc medalles olímpiques.
Especialista en la prova d'exercici de terra, va participar als 20 anys en els Jocs Olímpics d'Estiu de 1976 realitzats a Mont-real (Canadà), on va aconseguir guanyar la medalla de bronze en el concurs complet (per equips). Així mateix finalitzà quart en l'exercici de terra, aconseguint un diploma olímpic, com a resultat més destacat.
Als Jocs Olímpics d'Estiu de 1980 realitzats a Moscou (Unió Soviètica) va aconseguir guanyar la medalla d'or en l'exercici de terra, la medalla de plata en el concurs complet (per equips) i la medalla de bronze en les barres paral·leles i salt sobre cavall. Com a resultat més destacat també finalitzà quart en les proves d'anelles i cavall amb arcs, així com cinquè en el concurs complet (indidivual), aconseguint sengles diplomes olímpics.
Al llarg de la seva carrera aconseguí guanyar dues medalles al Campionat del Món de gimnàstica artística, entre elles una d'or, i una medalla d'or al Campionat d'Europa de l'especialitat.